# Battlestar Galactica: The Plan
Battlestar Galactica: The Plan este un film de televiziune care are loc în universul fictiv Battlestar Galactica din serialul reimaginat din 2004. Conține scene noi filmate și o compliație de scene din serialul TV din 2004 și din  miniserialul din 2003.

## Prezentare
Când atacul inițial al Cylonilor împotriva celor Douăsprezece Colonii nu are ca efect exterminarea completă a vieții umane așa cum au planificat, două clone Numărul Unu (John Cavil) aflate pe nava Galactica și pe planeta colonială Caprica trebuie să improvizeze pentru a distruge supraviețuitorii umani.

## Actori
- Edward James Olmos este William Adama
- Dean Stockwell este Numărul Unu
- Michael Trucco este Samuel Anders
- Grace Park este Numărul Opt
- Michael Hogan este Saul Tigh
- Aaron Douglas este Galen Tyrol
- Callum Keith Rennie este Numărul Doi
- Kate Vernon este Ellen Tigh
- Rick Worthy este Numărul Patru
- Lymari Nadal este Giana O'Neill
- Matthew Bennett este Numărul Cinci
- Rekha Sharma este Tory Foster
- Tricia Helfer este Numărul Șase
- Alisen Down este Jean Barolay
- Tiffany Lyndall-Knight este Hybrid